# مگس‌گیر کاج‌نشین
مگس‌گیر کاج‌نشین یا مگس‌گیر کاجی (نام علمی: Empidonax affinis) گونه‌ای از پرندگان تیرهٔ ژیان‌مرغان است که در جنگل‌های سوزنی‌برگ گرمسیری و نیمه‌گرمسیری کوهستانی مکزیک و جنوب غربی گواتمالا یافت می‌شود. یک پرنده سرگردان که در پایان ماه مه ۲۰۱۶ در کوه‌های سانتا ریتا، آریزونا یافت شد، نخستین رکورد شمال مکزیک بود. (یک رکورد اشتباه در سال ۲۰۰۹ از پارک ایالتی Choke Canyon در جنوب تگزاس بعدها نشان داده شد که مگس‌گیر کهتر شناسایی شده است)